# Epipactis nicolosii
Epipactis nicolosii là một loài thực vật có hoa trong họ Lan. Loài này được M.P.Grasso & Grillo mô tả khoa học đầu tiên năm 2004.